# Porphyrinia cantabrica
Porphyrinia cantabrica är en fjärilsart som beskrevs av Rössl. 1877. Porphyrinia cantabrica ingår i släktet Porphyrinia och familjen nattflyn. Inga underarter finns listade i Catalogue of Life.